# Kaplica (Pommeren)
Kaplica is een plaats in het Poolse district  Kartuski, woiwodschap Pommeren. De plaats maakt deel uit van de gemeente Somonino en telt 275 inwoners.